# Полиб (краљ Сикиона)
Полиб је у грчкој митологији био краљ Сикиона.

## Митологија
Паусанија о њему говорио као о сину Хермеса и Сикионове кћерке Хтонофиле. Био је Лисијанасин отац. Наследио је свог деду и постао владар Сикиона. Пошто је умро без наследника, престо је припао Адрасту, који је према неким ауторима, био његов унук. Такође се помињао као коринтски краљ, који је одгајио Едипа. Он је био муж Меропе или Перибеје. Према неким изворима, то су две различите личности.